# Pangea (album)
Pangea è un album in studio del gruppo Deep Forest pubblicato nel 1996.

## Tracce
1. Introduction to Pangea – 0:25
2. Memories of Pangea – 4:10
3. M'ganga's Devotion – 4:23
4. Tanganyika Secret – 5:05
5. Mangbetu Girl – 3:41
6. Sanza's Spirit – 4:18
7. Back to Kirisoke – 4:17
8. Happy Treshing – 3:32
9. River Dawn – 3:49
10. Kiranga Beat – 3:07
11. Water and Fire – 4:48
12. Undecided – 3:55
13. While the Earth Sleeps – 3:49
14. Outro – 0:50